# Titularbistum Municipa
Municipa ist ein Titularbistum der römisch-katholischen Kirche.
Die in Nordafrika gelegene Stadt war ein alter römischer Bischofssitz, der im 7. Jahrhundert mit der islamischen Expansion unterging. Er lag in der römischen Provinz Numidien.
| Titularbischöfe von Municipa |                                     |                                          |                   |                   |
| Nr.                          | Name                                | Amt                                      | von               | bis               |
| 1                            | Cirilo Polidoro Van Vlierberghe OFM | Prälat von Illapel (Chile)               | 27. Juni 1966     | 17. November 1977 |
| 2                            | George Otto Wirz                    | Weihbischof in Madison (USA)             | 10. Dezember 1977 | 23. November 2010 |
| 3                            | Léon Lemmens                        | Weihbischof in Mecheln-Brüssel (Belgien) | 22. Februar 2011  | 2. Juni 2017      |
| 4                            | Vladimir Fekete                     | Apostolischer Präfekt von Aserbaidschan  | 8. Dezember 2017  |                   |